# Chicago-Marathon 1978
| 2. Chicago-Marathon     | 2. Chicago-Marathon         |
| ----------------------- | --------------------------- |
| Stadt                   | Chicago, Vereinigte Staaten |
| Datum                   | 24. September 1978          |
| Distanz                 | 42,195 Kilometer            |
| Sieger                  |                             |
| Männer                  | Mark Stanforth (2:19:20 h)  |
| Frauen                  | Lynae Larson (2:59:25 h)    |
| ← Chicago-Marathon 1977 | Chicago-Marathon 1979 →     |
| Website                 | Offizielle Website          |

Der Chicago-Marathon 1978 (offiziell: Mayor Daley Chicago Marathon 1978) war die 2. Ausgabe der jährlich stattfindenden Laufveranstaltung in Chicago, Vereinigte Staaten. Der Marathon fand am 24. September 1978 statt.
Bei den Männern gewann Mark Stanforth in 2:19:20 h, bei den Frauen Lynae Larson in 2:59:25 h.

## Ergebnisse

### Männer
| Platz | Athlet           | Land               | Zeit (h) |
| ----- | ---------------- | ------------------ | -------- |
| 01    | Mark Stanforth   | Vereinigte Staaten | 2:19:20  |
| 02    | Barney Klecker   | Vereinigte Staaten | 2:24:13  |
| 03    | Dan Cloeter      | Vereinigte Staaten | 2:24:33  |
| 04    | Blair Bertaccini | Vereinigte Staaten | 2:26:31  |
| 05    | Dean Reinke      | Vereinigte Staaten | 2:26:55  |
| 06    | Pat Chmiel       | Vereinigte Staaten | 2:27:22  |
| 07    | Les Myers        | Vereinigte Staaten | 2:29:39  |
| 08    | Robert Brown     | Vereinigte Staaten | 2:30:08  |
| 09    | Thomas Blumer    | Vereinigte Staaten | 2:30:08  |
| 10    | John Been        | Vereinigte Staaten | 2:30:33  |

### Frauen
| Platz | Athletin          | Land               | Zeit (h) |
| ----- | ----------------- | ------------------ | -------- |
| 01    | Lynae Larson      | Vereinigte Staaten | 2:59:25  |
| 02    | Karen Doppes      | Vereinigte Staaten | 3:13:20  |
| 03    | Debbie Hartsock   | Vereinigte Staaten | 3:13:25  |
| 04    | Marion Burchfield | Vereinigte Staaten | 3:20:00  |
| 05    | Martha McCafferty | Vereinigte Staaten | 3:22:45  |
| 06    | Susan Grossman    | Vereinigte Staaten | 3:25:00  |
| 07    | Mary Logan        | Vereinigte Staaten | 3:26:00  |
| 08    | Samatha Danner    | Vereinigte Staaten | 3:28:35  |
| 09    | Lydi Pallares     | Vereinigte Staaten | 3:29:35  |
| 10    | Sonja Liems       | Vereinigte Staaten | 3:29:55  |